# Сано Тору
Сано Тору (яп. 佐野 達, нар. 15 листопада 1963, Сідзуока) — японський футболіст, що грав на позиції захисника.

## Клубна кар'єра
Грав за команду Йокогама Марінос.

## Виступи за збірну
Дебютував 1988 року в офіційних матчах у складі національної збірної Японії. У формі головної команди країни зіграв 9 матчів.

## Статистика
Статистика виступів у національній збірній.
| Збірна Японії | Збірна Японії | Збірна Японії |
| Роки          | Ігри          | голи          |
| ------------- | ------------- | ------------- |
| 1988          | 5             | 0             |
| 1989          | 1             | 0             |
| 1990          | 3             | 0             |
| Усього        | 9             | 0             |